# Прелом због премора
Прелом због премора, прелом замора, марш фрактура (енгл. stress fracture) је прелом, најчешће костију доножја, у облику напрснућа—пукотине, који настаје услед дејстава нагомиланих, понављајућих сила мале јачине које премашују отпорност костију и превазилазе њихову способност репарације.

## Историја
Први клинички опис прелома због премора, датира из 1855. од стране пруског војног лекара  -а. Он је појаву преломе метатарзалних кости доножја уочио код пруских војника након дуготрајних и напорних маршева, и по томе је ову врсту прелома назвао „марш фрактура“.
Први је описао радиолошку слику ових прелома A.W. Stechow 1897. године. 
Код спортиста, прелом услед премора уочен је на бедраној кости трупа, 1934. код 18 година старог, свестраног спортисте, који се истовремено бавио скијањем, пливањем и рукометом. 
Прелом дисталног дела фибуле, изазван премором, као нека врста „професионалне болести“, код професионалних спортиста, описан је 1940. године. 
Ова врста прелома постала је све бројнија и код спортиста-рекреативаца као последица масовног и све интензивнијег бављења разним облицима тренинга у свету у другој половини 20. века.

## Етиологија
Прелом костију изазвани премором, најчешће се јавља код млађих хиперактивних особа на костима доножја. У лекарској пракси веома често за ову врсту прелома користи се и назив „марш фрактура“ јер је ова врста повреде први пут уочена и описан код војника и припадника сличних професија након дуготрајних маршева у миру и рату. 
Одмах иза војника, по учесталости, ови преломи су најзатупљенији код спортиста, и на другом месту су одмах иза прелома голењаче (лат. tibiae). Код утренираних спортиста код којих је успостављен одређени ритам тренинга који је адекватан њиховој коштано мишићној издржљивости на одређене физичке напоре који тренажни процес захтева ова врста прелома се у начелу не јавља. Међутим код неприпремљености спортиста за теже физичке напоре, односно нарушен анатомско физиолошки статус костију у коме се у току напора не обнавља хрскавица и везивно ткиво, дејство различите, понављајуће и максимално концентрисане силе на костима доножја изазива пукотине у здравој кости.
Преломи костију изазвани премором могу настати и код особа са хроничним (патолошким) променама на костима, нпр код остеопорозе или Паџетове болести, након излагања физичким напрезањима.

## Патофизиологија
Величина и облик кости условљава њену отпорност на деловање механичких сила, које у свакодневним активностима делују на скелетно-мишићни систем човека. На основу закона биомеханике јачина кости зависи од интензитета силе која делује на кост и броја понављања или учесталости (фреквенције) исте. Кост може бити оптерећена силама истезања, компресије, савијања, смицања и увртања, а најчешће комбинованом или истовременом деловања свих тих сила на кост. Тако прелом кости може бити последица деловања једнократне јаке силе (краћег трајања) или бројних понављајућих сила мање јачине (дужег трајања). 
Прелом услед премора спада у другу категорију, или у категорију сидрома пренапрезања. Понављајуће силе које делују на кост узрокују њено редмоделовање, а јачина кости повећава се у смеру деловања дејствујуће силе. Иако кости имају велику способност обнављања, до прелома услед премора долази када оптерећење надвлада способност обнављања кости. 
У патофизиологији постоје две теорије које објашњавају настанак прелома услед премора:
Прва теорија
Теорија Нордина и Франкела која се сматра првом, наводи да је прелом услед премора последица дејства понављајућих оптерећења које доводе до замора мишића и губитка њихове способности за упијање и правилну прерасподелу стресних сила које делујући на појединим подручјима кости концентришу њихово ненормално снажно дејство.
Друга теорија
То је теорија Станитског и сар. који сматрају да је прелом услед премора последица директног дејства сила мишића на кост која тако доводе до прелома услед замора. 
Како су преломи услед премора описани на костима које су статички оптерећене, тако и на онима које то нису то иду у прилог ставу да су обе теорије о настанка прелома услед премора тачне.
Премором изазван прелом последица је дејства понављајуће силе у дужем временском која на кости узрокују њено ремоделовање, које обично почиње фазом разградњом кости (остеокластичном активношћу) што доводи до настанка прелома изазваног премором. Након ове фазе следи фаза обнављања или стварање новога коштанога ткива (остеобластична активност), што на крају завршава зарастањем прелома костију изазваног премором.
Овај феномен среће се у војсци, милицији, након дуготрајних исцрпљујућих маршева, код спортиста на базичним припремама, у којима млађи људи превазилазе свој физиолошко анатомских статус пратећи ритам хода или трчања утренираних својих колега, излажу организам (посебно локомоторни апарат) стресном ситуацијом због превеликог напора који за последицу има прелом у облику пукотине (напрснућа) кости.
Прелом се у начелу јавља на телу кости и то најчешће на телу кости (нпр метатарзалне кости доножја). У појединим (тежим случајевима) прелом може бити истовремено локализован и на више (нпр метатарзалних костију доножја).

## Клиничка слика
Клиничком сликом доминира болни едем (оток) меких ткива доножја и аксијални бол у доњем делу леђа. Бол може бити изазван лумбалном екстензијом, посебно током ношења тежине на ипсилатералном доњем екстремитету. Нефлексибилност тетиве колена је уобичајен налаз код особа са спондилолизом. Занимљиво је да мала деца са дијагнозом парс дефекта имају тенденцију да буду асимптоматска.  
Ова врста прелом може бити локализован и на горњим удовима, најчешће у пределу ручја на телу навикуларне, полумесечасте, главичасте кости, као и доњим крајевима подлакатних костију (улне и радијуса).

## Дијагноза
Клиничка дијагноза се може потврдити физичким прегледом и радиографски. 

### Физички преглед
Након физичког прегледа, особе са прелом због премора обично пријављују бол при палпацији или перкусији захваћеног подручја.
Инспекција места може открити локализовани оток и, евентуално, еритем.
Оптерећење захваћене кости помоћу специфичних маневара (као што је „тест скока“ или „тест ослонца“) може да репродукује бол спортисте. 
Имајте на уму да ниједан тест физичког прегледа није довољно осетљив и специфичан да би омогућио недвосмислену дијагнозу прелома због премора, место тога, узимајући у обзир анамнезу и преглед појединца, клиничар мора имати довољно клиничке сумње да укључи дијагнозу међу различите могуће узроке појављивања тегоба.
Неки практичари верују да примена вибрирајуће виљушке преко захваћене кости може изазвати бол спортисте, али Брукнер и остали оспоравају валидност овог теста. 
Као део темељног физичког прегледа, практичар треба да процени флексибилност пацијента, поравнање доњих екстремитета (укључујући дужину ногу), структуру стопала (нпр пес кавус према пес планус) и моторичку функцију (нпр процена неравнотеже снаге).

### Радиографија
Конвенционална радиографија често није уочљива, али, ако је присутна, линија прелома се обично најбоље види на косим погледима. 
Сцинтиграфијом се могу открити настали или недавно завршени стресни преломи парова. 
Једнофотонска емисиона компјутеризована томографија која је изузетно осетљива и пружа разумне анатомске детаље. 
Магнетна резонантна томографија је такође оправдана процедура прве линије снимања, јер нуди додатну предност и омогућава  истовремену процену слабинских међуребарних дискова и других потенцијалних генератора болова у кичми. 
- Радиографије неких од прелома због премора
- Скочног зглоба
- Зглоба колена
- Надлактице

Радиографски документовани дефекти који су хладни на скенирању костију вероватно представљају удаљене повреде и имају мале шансе за спајање костију. Ако су симптоматски, особе са дефектима прехладе могу се лечити НСАИЛ или другим аналгетицима и треба их упутити на програм сталних кућних вежби за јачање мишићних група које обезбеђују динамичку стабилизацију лумбалне кичме.

## Терапија

### Физикална терапија
Основа лечења симптоматске стресне повреде је модификација активности. Да би се створило окружење погодно за излечење повреде од стреса, неопходно је прекинути циклус преоптерећења које се понавља. За спортисте, ово обично резултује  губитком времена за учешће на такмичењима и интензивног тренинга. 
За већину стресних прелома, може се очекивати да период релативног одмора траје од 4-12 недеља. Фактори који утичу на трајање ограничења активности укључују анатомско место стресне повреде, степен стресне повреде и очекиване захтеве спортисте по повратку у игру. Током периода ограничене активности, клиничар треба да процени спортисту у вези са факторима ризика који се могу променити и који су могли да допринесу развоју стрес фрактуре.
Грешке у тренингу (нпр. превише, прерано) су чест фактор који доприноси повреди од стреса костију. Један генерално прихваћен (иако неадекватно потврђен) принцип је да режим тренинга спортисте (тј. обим активности у вези са спортом) не би требало да се повећава за више од 10% из недеље у недељу.
Тркачи би требало да мењају ципеле на сваких 500 км да би обезбедили адекватну амортизацију међуђона. Ципеле треба бирати с пажњом на структуру стопала спортисте. Флексибилна равна стопала треба да буду опремљена ципелама које пружају оптималну подршку и контролу покрета (могуће укључујући ортозе), док крута стопала са високим луком треба да буду опремљена ципелама које пружају максималну амортизацију. 